# ピカいち CHANNEL
ピカいち CHANNELは、小学館とチョコレイトが共同で2019年3月に開始したYouTubeチャンネルである。
「知らない世界を新発見！」をテーマに活動している。
鈴木福・ひまひまがMCを務める知的バラエティ番組を配信している。

## 概要
小学館の児童学習誌『小学一年生』の動画媒体として小学館とチョコレイトが共同で2019年3月に開始したYouTubeチャンネル。「ぜんぶ、あそびにしよう。」を合言葉に、遊びと学びが融合した新しい学習番組として企画された。
2019年7月には、チャンネルMC「ピカいちキッズ」に竹野谷咲が就任。同年7月から8月にかけては、人気動画配信者を講師に夏休みの自由研究や読書感想文についての特別授業「ピカいちサマースクール」を開校した。
2019年11月に番組を刷新。鈴木福が新MCに就任し、「知らない世界を新発見!」をキーワードに、世代を問わない「知的バラエティ」番組に衣替えをした。2020年7月には、YouTuber・ひまひまが、鈴木福とともにMCを務めることになった。
2021年3月には、音楽プロジェクト「ピカいちレコーズ」を起ち上げ、哲学をテーマとした楽曲「天才じゃなくても」（歌:鈴木福、谷花音）のミュージックビデオを公開した。
2021年4月には、雑誌「CanCam」とのコラボ企画として「奇跡の一枚」撮影やスタイリング体験を行った。
2022年8月19日に今後は不定期更新になると発表されたが、小学館関連の子供向けイベント動画が時折公開されるのみでMC陣が登場する動画はその後公開されていない。（2025年現在）

## 出演者
- 竹野谷咲（2019年7月 - 11月） - 初代MC[4]。
- 鈴木福（2019年11月 - 2022年8月） - 2代目MC[6]。
- ひまひま[11]（2020年7月 - 2022年8月） - MC[7]。
- ピカゴロー（2019年7月 - 2022年） - 雷様の子供のキャラクター、声は山口トンボが担当[4][6]。
- ピカの助（2019年7月 - 2022年8月） - 不定期でピカゴローに代わり登場、声は房野史典が担当。